# اورا (آلبوم ریتا اورا)
اورا (به انگلیسی: Ora) نخستین آلبوم استودیویی از هنرمند بریتانیایی ریتا اورا می‌باشد که در ۲۴ اوت سال ۲۰۱۲ از سوی راک نیشن و کلمبیا رکوردز منتشر گردید. این آلبوم  از لحاظ موسیقیایی عمدتاً آلبومی با ژانرهای پاپ و آراندبی می‌باشد که عناصر دنس را در خود جای داده‌است.
اورا پس از تولید نظر بسیاری از منتقدان موسیقی را جلب نموده و در جدول رده‌بندی آلبوم‌های موسیقی انگلستان رتبه یک را به خود اختصاص داد؛ بطوریکه از طرف اتحادیه آواشناسی بریتانیا به عنوان آلبومی با رتبه پلاتین معرفی گردید.